# Estação Koliet El-Zeraa
Koliet El-Zeraa (em árabe: كلية الزراعة ) é uma das estações linha 2 do metro do Cairo, no Egipto. A estação foi inaugurada em outubro de 1996, na primeira etapa de construção desta linha.

## Arredores
A estação está localizada ao lado da Faculdade de Agricultura da Universidade Ain Shams.